# Bao Weimin

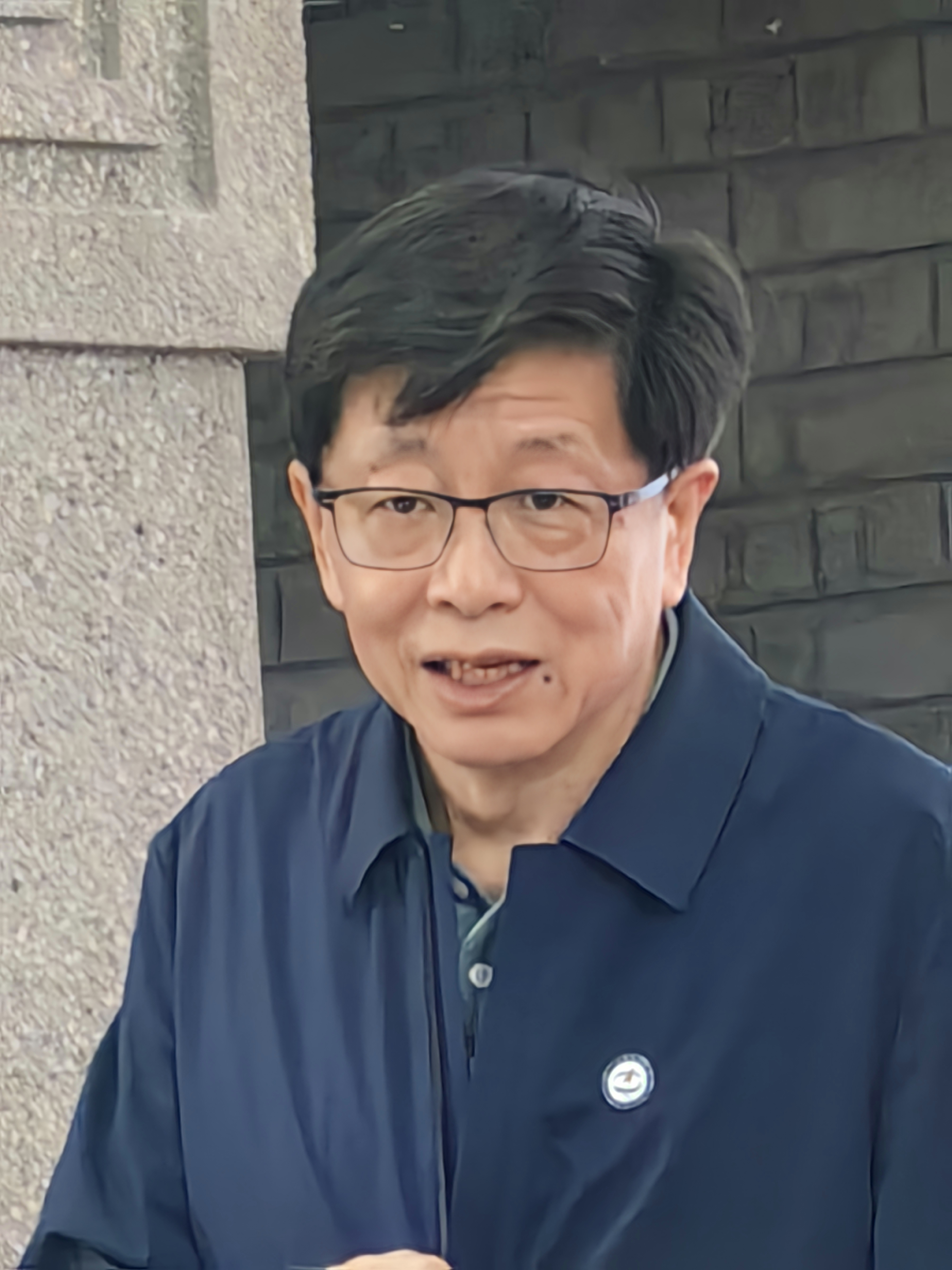
Bao Weimin (2024)

Bao Weimin (chinesisch 包為民 / 包为民, Pinyin Bāo Wéimín), * 21. März 1960 in Harbin, ist ein chinesischer Nachrichtentechnik-Ingenieur. Seit Dezember 2005 ist Bao Weimin Mitglied der Chinesischen Akademie der Wissenschaften. Seit 2010 ist er Aufsichtsratsvorsitzender der China Aerospace Science and Technology Corporation. Von März 2008 bis März 2023 war Bao Weimin Mitglied der Politischen Konsultativkonferenz des chinesischen Volkes.

## Jugend und Studium
Bao Weimin kommt aus einer südostchinesischen Intellektuellenfamilie. Sein Großvater väterlicherseits war ein Literat aus dem damaligen Kreis Zhenhai von Ningbo, sein Vater hatte an der Militärakademie der chinesischen Volksbefreiungsarmee für Ingenieurwissenschaften in Harbin, Provinz Heilongjiang, studiert und war dort als Professor für Kernphysik tätig. Sein Großvater mütterlicherseits stammte aus Suzhou und hatte 1915 seinen Abschluss an der Jiaotong-Universität Shanghai gemacht. Auch seine Mutter studierte ab 1949 an der Jiaotong-Universität, meldete sich aber 1950 nach Ausbruch des Koreakriegs zur Chinesischen Volksfreiwilligenarmee (中国人民志愿军). Nach Kriegsende studierte sie an der Militärakademie für Ingenieurwissenschaften in Harbin weiter, wo sie seinen Vater kennenlernte.
Nach ihrem Abschluss blieb seine Mutter ebenfalls als Dozentin für Kernphysik an der Militärakademie und stieg bald zur Professorin auf.
Am 21. März 1960 wurde Bao Weimin in Harbin geboren.
Ab 1967 besuchte Bao Weimin die Grundschule in Harbin. Als jedoch die sowjetische Luftwaffe am 15. März 1969 beim Zwischenfall am Ussuri in der Provinz Heilongjiang chinesische Truppen angriff und die Sowjetarmee schließlich die Flussinsel Zhenbao Dao eroberte, wurde er angesichts der gestiegenen Gefahr zu seinen Großeltern nach Suzhou geschickt, wo er die Grundschule für Angehörige von Soldaten (拥军小学) besuchte. Im Januar 1970 wurde die Fakultät für Kerntechnik der Akademie für Ingenieurwissenschaften auf der Grundlage des „Befehls Nr. 1“ von Verteidigungsminister Lin Biao vom 18. Oktober 1969 zusammen mit einem großen Teil der Polytechnischen Universität Harbin nach Chongqing in Sichuan ausgelagert, wo die Institute auf dem Gelände der Pädagogischen Universität Südwestchinas die Polytechnische Universität Chongqing bildeten. Bao Weimins Eltern holten ihn zu sich nach Chongqing, wo er die Grundschule und die Unterstufe des Gymnasiums besuchte.
Die Fakultäten für Elektronik, Raketentechnik, Elektronische Datenverarbeitung und ausländische Studenten der Akademie für Ingenieurwissenschaften Harbin waren 1970 zusammen mit der Verwaltung der Akademie nach Changsha in Hunan ausgelagert worden, wo sie die Polytechnische Akademie Changsha bildeten, die heutige Universität für Wissenschaft und Technik der Landesverteidigung. 1975 wurde die Fakultät für Kernphysik der Polytechnischen Universität Chongqing ebenfalls nach Changsha verlegt. Bao Weimin zog zusammen mit seinen Eltern nach Changsha um, wo er am universitätseigenen Gymnasium (大学附属中学) die Oberstufe besuchte. In der Kulturrevolution befassten sich viele Gymnasiasten mehr mit Politik als mit schulischen Dingen. Seine Mutter achtete jedoch streng darauf, dass ihr Sohn gewissenhaft lernte, außerdem erklärte sie ihm das Grundprinzip des Radios, wie es zusammengesetzt war und wie man es reparierte. Sie lehrte ihren Sohn auch Englisch.
Als 1977 nach zehnjähriger Unterbrechung die Abiturprüfungen wieder eingeführt wurden, richtete die Universität unverzüglich Nachhilfeklassen für die Dozentenkinder ein. Unterstützt von seiner Mutter, die ihm Nachhilfe in Physik erteilte, holte Bao Weimin innerhalb eines Jahres seinen Rückstand in Mathematik, Chemie und Politikwissenschaft auf. 1978 bestand er mit sehr gutem Ergebnis das Abitur und schrieb sich auf Anraten seiner Eltern, die in diesem Fach eine große Zukunft sahen, an der Fakultät für Elektronik (电子工程系) der damaligen Akademie für Nachrichtentechnik Nordwestchinas in Xi’an für Nachrichtentechnik (信息处理专业) ein. Die Studentenschaft der Akademie für Nachrichtentechnik war damals sehr unterschiedlich zusammengesetzt. Von den 53 Studenten, die mit ihm zusammen ein Nachrichtentechnikstudium begannen, hatte nur die Hälfte eine lückenlose Gymnasiallaufbahn hinter sich. Viele waren während der Kulturrevolution als Arbeiter, Soldaten oder Dorfschullehrer tätig gewesen, der älteste von ihnen war bei der Immatrikulation 33 Jahre alt. Zusammen mit seiner abwechslungsreichen Kindheit erweiterte das seinen Horizont und erleichterte ihm später die Führungstätigkeit.

## Chinesische Akademie für Trägerraketentechnologie
Bao Weimin hatte sich während des Studiums auf Kybernetik spezialisiert, auf Computer, Software und die Theorie automatischer Steuerungssysteme. Daher wurde er nach seinem Ingenieurdiplom 1982 dem Institut 12 der 1. Akademie des Ministeriums für Raumfahrtindustrie zugeteilt. Dort befasste man sich seit dem 17. April 1958 mit der Steuerung von ballistischen Raketen, später auch Trägerraketen.
Institutsleiter Liu Jiyuan (刘纪原, * 1933), der ein Jahr später Staatssekretär im Ministerium werden sollte, teilte ihn zunächst der Entwicklergruppe für das Steuersystem der verbesserten Mittelstreckenrakete Dongfeng 3A zu.
Bedingt durch die Reform- und Öffnungspolitik verdienten Raketeningenieure damals im Verhältnis zu den Lebenshaltungskosten sehr wenig. Mit seinem Anfangsgehalt von 54 Yuan pro Monat hatte Bao Weimin ein niedrigeres Einkommen als die Bäuerinnen, die in den Busbahnhöfen gekochte Eier verkauften. Nach erfolgreichen Testflügen der Dongfeng 3A im Dezember 1985 und Januar 1986 wurde ihm vom Staatsrat der Volksrepublik China ab 1990 jedoch ein zusätzliches Sondergehalt (国务院政府特殊津贴) von 100 Yuan zugesprochen.
Bei der 1. Akademie (ab 1989 „Chinesische Akademie für Trägerraketentechnologie“) stieg Bao Weimin immer weiter auf. Er wurde zunächst am Institut 12 stellvertretender Leiter seiner Entwicklergruppe, dann stellvertretender Institutsleiter und Chefkonstrukteur der Lenksysteme für ballistische Raketen.
Im Dezember 2005 wurde er im Alter von nur 45 Jahren und obwohl er noch nicht promoviert hatte in die Chinesische Akademie der Wissenschaften aufgenommen.
Zusammen mit Kollegen trieb Bao Weimin die Einrichtung eines Forschungsinstituts für Systeme von Suborbitalflugkörpern (北京临近空间飞行器系统工程研究所) an der Akademie für Trägerraketentechnologie voran. Die offizielle Gründung des „Instituts 10“ fand am 22. Oktober 2008 statt, Institutsleiter wurde Bao Weimin.
Parallel zu seiner Tätigkeit als Ingenieur bei der Akademie für Trägerraketentechnologie war Bao Weimin als externer Berater für die Gutachterkommission des Hauptzeugamts der Volksbefreiungsarmee für präzise Lenkung von Flugkörpern (精确制导专业组) tätig, später dann direkt beim Hauptzeugamt als Leiter der Hauptgutachterkommission für ballistische Raketen (导弹总体组). Außerdem absolvierte er ab 2007 am Institut für Lenkung, Navigation und Steuerung von Raumflugkörpern (航天制导导航与控制系) der Fakultät für Raumfahrt der Universität für Luft- und Raumfahrt Peking ein berufsbegleitendes Doktorandenstudium, das er 2010 mit der Promotion abschloss.

## China Aerospace Science and Technology Corporation
2010 wurde Bao Weimin Aufsichtsratsvorsitzender der China Aerospace Science and Technology Corporation (CASC), des Mutterkonzerns der Chinesischen Akademie für Trägerraketentechnologie. Anders als bei manchen börsennotierten Unternehmen kontrolliert der Aufsichtsrat bei den dem Staatsrat der Volksrepublik China unterstehenden Zentral Verwalteten Unternehmen nicht nur das Finanzgebaren, sondern ist vor allem für die Genehmigung von aus der Firma vorgeschlagenen Projekten zuständig – 科学技术委员会 bzw. 科技委 bedeutet wörtlich übersetzt „Kommission für Wissenschaft und Technologie“. Üblicherweise sind die Aufsichtsratsmitglieder ältere Ingenieure aus der Firma – also mit den Strukturen und dem Fachgebiet vertraut – nahe am oder jenseits des Renteneintrittsalters von 60 Jahren, oft Mitglieder der Akademie der Wissenschaften oder der Chinesischen Akademie der Ingenieurwissenschaften. Ungewöhnlich bei Bao Weimin war nicht nur sein junges Alter, sondern auch, dass er seinen Posten als Leiter des Instituts 10 der Akademie für Trägerraketentechnologie zunächst beibehielt.
Neben der Akademie für Trägerraketentechnologie ist die Chinesische Akademie für Weltraumtechnologie ein weiterer wichtiger Unternehmensbereich der CASC. Dort werden alle Arten von Raumflugkörpern entwickelt, von Satelliten über Tiefraumsonden bis zu bemannten Raumschiffen und Raumstationen. Als Aufsichtsratsvorsitzender des Gesamtkonzerns war Bao Weimin nun auch für die Akademie für Weltraumtechnologie zuständig. Dort wurde im Dezember 2011 ein eigenes Innovationszentrum geschaffen, das Qian-Xuesen-Labor für Weltraumtechnologie, an dem in Abstimmung mit den anderen Akademien und Tochterfirmen der CASC die ersten Planungen für langfristige Projekte durchgeführt werden. Um sicherzustellen, dass nicht Mittel für völlig unrealistische Vorhaben aufgewendet werden, gibt es dort analog zum Aufsichtsrat des Mutterkonzerns einen Wissenschaftsrat, der Projekte wie das orbitale Sonnenkraftwerk zu genehmigen und zu betreuen hat. Am 6. September 2013 übernahm Bao Weimin den Vorsitz des Wissenschaftsrats.
Eines der Probleme bei den mit Hyperschallgeschwindigkeit fliegenden Suborbitalflugkörpern der Akademie für Trägerraketentechnologie ist die Kommunikation. Durch den Strömungswiderstand erhitzt sich die Luft um den Flugkörper und wird ionisiert, was Funksignale vom und zum Flugkörper abschirmt. Bao Weimin setzte sich mit seiner alten Universität (1988  in „Universität für Elektrotechnik und Elektronik Xi’an“ umbenannt) in Verbindung, wo am 14. Juli 2013 die Fakultät für Weltraumwissenschaft und -technologie gegründet wurde, mit ihm als offiziellem Dekan. Die Akademien der CASC sind zum einen Führungsgesellschaften für einzelne Unternehmensbereiche wie Trägerraketen oder Flüssigkeitstriebwerke, zum anderen sind es auch tatsächliche Hochschulen mit der Berechtigung zur Verleihung von akademischen Graden. Um an einer CASC-Akademie aufgenommen zu werden, benötigt ein Student aber mindestens das Vordiplom – die Studenten sind dort in reale Projekte eingebunden und haben effiziente Arbeit zu leisten. Bei der Fakultät in Xi’an handelte es sich um ein neues Modell der Zusammenarbeit zwischen Hochschule und Industrie, um den Mangel an qualifiziertem Personal zu bekämpfen. Erstsemester sollten hier neben der Vermittlung von Grundlagen bereits an Ingenieurprojekte herangeführt werden.
So wurden zum Beispiel die mit dem Qian-Xuesen-Labor gemeinsam betriebene Qian-Xuesen-Ausbildungsbasis für Weltraumwissenschaften (钱学森空间科学人才培养基地), das zusammen mit der Chinesischen Akademie für Raumfahrtelektronik betriebene Gemeinsame Innovationslabor für Bahnverfolgungs-, Steuerungs- und Kommunikationstechnologie im Weltraum (空间测控通信技术联合创新实验室) oder das zusammen mit dem Schwerpunktlabor für Weltraumphysik (空间物理重点实验室) des Instituts 10 der Akademie für Trägerraketentechnologie betriebene Gemeinsame Forschungszentrum für Bahnverfolgungs-, Steuerungs- und spezielle Telemetrietechnologie von Suborbitalflugkörpern (临近空间飞行器测控及特种测量技术联合研究中心) gegründet.
Diese Einrichtungen werden von der CASC mit einem Fonds ausgestattet, aus dem Forschungsprojekte finanziert werden, deren Ergebnisse wiederum der CASC zugutekommen.
Bao Weimin und Zheng Xiaojing, der Rektorin der Universität, gelang es, noch weitere Geldquellen zu erschließen. So wurde vom Ministerium für Bildung der Volksrepublik China, dem Träger der Universität, das Schwerpunktlabor für die Brauchbarkeit von Geräten unter extremen Umweltbedingungen (极端环境下装备效能教育部重点实验室) finanziert, dessen Leitung Li Xiaoping (李小平 * 1961) übernahm, die gleichzeitig Amtierende Dekanin (执行院长) der Fakultät war (Bao Weimins Ernennung entsprach eher einer Ehrendoktorwürde).
Es war dann Li Xiaopings Gruppe, die das Problem bei der Kommunikation durch glühendes Plasma hindurch lösen konnte.
Dieses Problem tritt auch bei Raumschiffen älterer Bauart während des Wiedereintritts in die Atmosphäre auf. Das neue System kam schließlich beim Bemannten Raumschiff der neuen Generation zum Einsatz, das 2020 einen erfolgreichen Testflug absolvierte.
Am 1. Dezember 2018 schlug Bao Weimin in einer Grundsatzrede auf einer von der Nationalen Behörde für Wissenschaft, Technik und Industrie in der Landesverteidigung zusammen mit der China Aerospace Science and Technology Corporation und ihrer Schwesterfirma China Aerospace Science and Industry Corporation veranstalteten Gipfelkonferenz zur industriellen Verwertung chinesischer Hochtechnologie die Schaffung eines Wirtschaftsraums Erde-Mond vor (地月经济区 oder 地月经济圈).
Dies wurde anschließend an der Abteilung für Forschungsentwicklung (研究发展部), einer in der Unternehmenshierarchie dem Aufsichtsrat gleichgestellten Abteilung für strategische Planung, von einer Gruppe unter der Leitung von Wang Wei (王巍, * 1966) in dreijähriger Arbeit zu einem das Sonnensystem bis zum Jupiter umfassenden Konzept ausgebaut, nach dem Titel einer von dem mingzeitlichen Naturwissenschaftler Song Yingxing (宋应星, 1368–1644) verfassten Enzyklopädie „Tiangong Kaiwu“ genannt (天工开物, wörtlich „Erschließung der Werke der Natur“), also „Erschließung der natürlichen Ressourcen“. Während der Wirtschaftsraum Erde-Mond aktuell auf Hydrazin-Technologie basiert (sowohl die Chinesische Raumstation als auch die dort betankten Raumflugkörper verwenden die hypergole Treibstoffkombination Methylhydrazin und Distickstofftetroxid), sollen bei der interplanetaren Erweiterung nuklear-thermisch angetriebene, mit Wasserstoff als Stützmasse arbeitende modulare Raumschiffe zum Einsatz kommen. Um möglichst lange unter Beschleunigung fliegen und die Flugzeiten verkürzen zu können, plant CASC, an  Lagrange-Punkten wie L1 und L2 des Sonne-Mars-Systems oder L1 des Sonne-Jupiter-Systems Wasserstoffdepots zu positionieren.

## Verbandsarbeit und politisches Engagement
Bao Weimin ist Mitglied der Chinesischen Gelehrtengesellschaft für Trägheitstechnologie (中国惯性技术学会), seit 2016 deren Vorsitzender.
Die Gesellschaft für Trägheitstechnologie ist wiederum seit dem 10. September 1992 Mitglied des Chinesischen Vereins für Wissenschaft und Technologie (中国科学技术协会), ein Dachverband für derzeit (2022) 211 naturwissenschaftlich-technische Organisationen, von der Chinesischen Mathematiker-Vereinigung (中国数学会) über den Verein Chinesischer Maschinenbauingenieure (中国机械工程学会) bis zum Chinesischen Pflanzenschutzverein (中国植物保护学会).
Am 30. Mai 2021 wurde Bao Weimin zum stellvertretenden Vorsitzenden des Vereins für Wissenschaft und Technologie gewählt.
Er vertritt die Verbands- und letztendlich auch Firmeninteressen auch auf politischer Ebene. Im März 2008 wurde er zusammen mit Ye Peijian von der Chinesischen Akademie für Weltraumtechnologie als einer von 44 Vertretern des Vereins für Wissenschaft und Technologie in die Politische Konsultativkonferenz des chinesischen Volkes berufen.
Dort engagierte er sich im Ausschuss für Unterricht, Wissenschaft, Kultur, Gesundheit und Sport (教科文卫体委员会).
Im März 2013 wurde Bao Weimin für die 12. Legislaturperiode erneut als Abgeordneter des Vereins für Wissenschaft und Technologie in die Politische Konsultativkonferenz berufen, dann wieder im März 2018 für die bis 2023 laufende 13. Legislaturperiode.
Auch hier engagierte er sich wieder in seinem Fachausschuss, wobei 2018 die Kultur aus dem Wissenschaftsausschuss herausgenommen und dem Ausschuss für Literatur und Geschichte zugeordnet wurde.
In der 14. Legislaturperiode war er dann nicht mehr in der Konsultativkonferenz vertreten.
Wie viele Abgeordnete nutzte Bao Weimin das gesteigerte Medieninteresse während der jedes Frühjahr stattfindenden Vollversammlungen der beiden Parlamentskammern, um auf die Raumfahrt allgemein und speziell die Projekte der China Aerospace Science and Technology Corporation aufmerksam zu machen, so zum Beispiel 2011 und 2012 auf die Notwendigkeit, so schnell wie möglich ein verbindliches und einklagbares Raumfahrtgesetz zu erlassen. Die Öffnung des chinesischen Raumfahrtmarkts für private Satelliten- und Raketenbauer fand zwar erst am 26. November 2014 mit den „Provisorischen Leitlinien bezüglich innovativer Methoden der Ermutigung von Investitionen aus der Zivilgesellschaft in wichtige Bereiche“ statt, das Shanghaier Ingenieurbüro für Mikrosatelliten, ein von der Chinesischen Akademie der Wissenschaften und der Stadtregierung gemeinsam getragener gemeinnütziger Verein, war jedoch bereits seit 2003 als Hersteller von Kleinsatelliten aktiv. Bao Weimin hatte bereits damals erkannt, dass der Wettbewerb in geregelten Bahnen ablaufen musste, auch im Hinblick auf die internationale Zusammenarbeit sowie die Entwicklung, Erschließung und Nutzung von Ressourcen im All.
Das Raumfahrtgesetz, das neben der Industrie unter anderem auch von der Gesellschaft des 3. September vorangetrieben wird, befand sich 2022 immer noch im parlamentarischen Verfahren.
Aber auch hinter den Kulissen ist Bao Weimin für die Firma aktiv. So erwirkte er 2018 beim Staatsrat die Genehmigung, mit den Vorarbeiten für das sogenannte „Lauschprojekt“ zu beginnen, ein ursprünglich von der Universität für Elektrotechnik und Elektronik vorgeschlagenes und vom Qian-Xuesen-Labor aufgegriffenes Projekt zur Erkundung von potentiell bewohnbaren Exoplaneten. Angesichts des ursprünglich angesetzten langen Zeitrahmens bis 2045 und des nicht unmittelbar erkennbaren Nutzens stieß das Projekt in der chinesischen Öffentlichkeit zunächst auf Ablehnung, im Internet wurden Verschwörungstheorien verbreitet.
Nachdem besser kommuniziert wurde, dass hierfür entwickelten Technologien wie die Nutzung von weltraumgestützten Interferometern für hochauflösende Beobachtung auch auf anderen Gebieten Verwendung finden können, wird mittlerweile positiv über das Lauschprojekt diskutiert.